# Jody Scheckter
Jody David Scheckter, nascut el 29 de gener del 1950, fou un pilot sud-africà de Fórmula 1 i campió de la categoria l'any 1979.
Scheckter va néixer a East London, a Sud-àfrica, i va ser educat al Selborne College. Després d'anar a viure a Gran Bretanya l'any 1970 va aconseguir accedir a la màxima categoria de l'automobilisme on va aconseguir el campionat de pílots de l'any de 1979 amb la Scuderia Ferrari. A l'escuderia el seu company d'equip fou Gilles Villeneuve.

## Resultats a la Formula 1
| Any  | Equip   | 1       | 2       | 3       | 4       | 5     | 6       | 7       | 8       | 9       | 10      | 11      | 12      | 13      | 14      | 15      | 16      | 17     | Equip   | WDC | Punts |
| ---- | ------- | ------- | ------- | ------- | ------- | ----- | ------- | ------- | ------- | ------- | ------- | ------- | ------- | ------- | ------- | ------- | ------- | ------ | ------- | --- | ----- |
| 1972 | McLaren | ARG     | SAF     | ESP     | MON     | BEL   | FRA     | GBR     | GER     | AUT     | ITA     | CAN     | USA 9   |         |         |         |         |        | McLaren | NA  | 0     |
| 1973 | McLaren | ARG     | BRA     | SAF 9   | ESP     | BEL   | MON     | SWE     | FRA ret | GBR ret | GER     | DEU     | AUT     | ITA     | CAN ret | USA ret |         |        | McLaren | NA  | 0     |
| 1974 | Tyrrell | ARG ret | BRA 13  | SAF 8   | ESP 5   | BEL 3 | MON 2   | SWE 1   | DUT 5   | FRA 4   | GBR 1   | GER 2   | AUT ret | ITA 3   | CAN ret | USA ret |         |        | Tyrrell | 3r  | 45    |
| 1975 | Tyrrell | ARG 11  | BRA ret | SAF 1   | ESP ret | MON 7 | BEL 2   | SWE 7   | DUT 16  | FRA 9   | GBR 3   | GER ret | AUT 8   | ITA 8   | USA 6   |         |         |        | Tyrrell | 7è  | 20    |
| 1976 | Tyrrell | BRA 5   | SAF 4   | USW ret | ESP ret | BEL 4 | MON 2   | SWE 1   | FRA 6   | GBR 2   | GER 2   | AUT ret | DUT 5   | ITA 5   | CAN 4   | USA 2   | JPN ret |        | Tyrrell | 3r  | 49    |
| 1977 | Wolf    | ARG 1   | BRA ret | SAF 2   | USW 3   | ESP 3 | MON 1   | BEL ret | SWE ret | FRA ret | GBR ret | GER 2   | AUT ret | DUT 3   | ITA ret | USA 3   | CAN 1   | JPN 10 | Wolf    | 2n  | 55    |
| 1978 | Wolf    | ARG 10  | BRA ret | SAF ret | USW ret | MON 3 | BEL ret | ESP 4   | SWE ret | FRA 6   | GBR ret | GER 2   | AUT ret | DUT 12  | ITA 12  | USA 3   | CAN 2   |        | Wolf    | 7è  | 24    |
| 1979 | Ferrari | ARG ret | BRA 6   | SAF 2   | USW 2   | ESP 4 | BEL 1   | MON 1   | FRA 7   | GBR 5   | GER 4   | AUT 4   | DUT 2   | ITA 1   | CAN 4   | USA ret |         |        | Ferrari | 1r  | 51    |
| 1980 | Ferrari | ARG ret | BRA ret | SAF ret | USW 5   | BEL 8 | MON ret | FRA 12  | GBR 10  | GER 13  | AUT 13  | DUT 9   | ITA 8   | CAN DNQ | USA 11  |         |         |        | Ferrari | 19è | 2     |